# Pseudocnus thandari
Pseudocnus thandari is een zeekomkommer uit de familie Cucumariidae.
De wetenschappelijke naam van de soort werd in 2008 gepubliceerd door M.N. Moodley.